# Chèzeneuve
Chèzeneuve est une commune française située dans le département de l'Isère, en région Auvergne-Rhône-Alpes.
La petite cité, autrefois située dans la province du Dauphiné, est adhérente à la communauté d'agglomération Porte de l'Isère dont elle est une des communes les moins peuplées avec Crachier, une commune voisine. Le paysage de la commune, constitué de bois et d'étangs, est de nature rurale.

## Géographie

### Situation et description
Le territoire de Chèzeneuve se situe dans la partie septentrionale du département de l'Isère, dans la région naturelle des Terres froides, à quelques minutes, en voiture du centre-ville de Bourgoin-Jallieu, principale ville du secteur.
Le centre-ville (bourg de Chèzeneuve) se situe (par la route) à 44 km du centre de Lyon, préfecture de la région Auvergne-Rhône-Alpes et à 72 km de Grenoble, préfecture du département de l'Isère, ainsi qu'à 347 km de Marseille et 514 km de Paris.
Le territoire de la commune est limitrophe de ceux de six communes :
|       | Saint-Alban-de-Roche | Domarin  |
| Four  | Chèzeneuve           | Maubec   |
| Artas |                      | Crachier |

### Géologie et relief
Chèzeneuve se positionne entre la plaine de Lyon et la bordure occidentale du plateau du Bas-Dauphiné qui recouvre toute la partie iséroise où il n'y a pas de massifs montagneux.
Le plateau où est situé le bourg et les différents lieux-dits, se confond en grande partie avec la micro-région des Terres froides, secteur géographique essentiellement composée de collines de basse ou moyenne altitude et des longues vallées et plaines, situé au sud-est de la plaine lyonnaise

### Hydrographie
À l'exception de quelques ruisseaux (dont le ruisseau des Riveaux), émissaire de nombreux étangs qui parsèment le territoire, aucun cours d'eau notable n'est à noter dans la commune,

### Climat
Pour des articles plus généraux, voir Climat d'Auvergne-Rhône-Alpes et Climat de l'Isère.
En 2010, le climat de la commune est de type climat des marges montargnardes, selon une étude du Centre national de la recherche scientifique s'appuyant sur une série de données couvrant la période 1971-2000. En 2020, Météo-France publie une typologie des climats de la France métropolitaine dans laquelle la commune est exposée à un climat de montagne ou de marges de montagne et est dans la région climatique  Moyenne vallée du Rhône, caractérisée par un bon ensoleillement en été (fraction d’insolation > 60 %), une forte amplitude thermique annuelle (4 à 20 °C), un air sec en toutes saisons, orageux en été, des vents forts (mistral), une pluviométrie élevée en automne (250 à 300 mm). 
Pour la période 1971-2000, la température annuelle moyenne est de 10,6 °C, avec une amplitude thermique annuelle de 17,4 °C. Le cumul annuel moyen de précipitations est de 1 089 mm, avec 9,9 jours de précipitations en janvier et 6,9 jours en juillet. Pour la période 1991-2020, la température moyenne annuelle observée sur la station météorologique de Météo-France la plus proche, « Bourgoin », sur la commune de Bourgoin-Jallieu à 5 km à vol d'oiseau, est de 12,4 °C et le cumul annuel moyen de précipitations est de 844,0 mm,. Pour l'avenir, les paramètres climatiques de la commune estimés pour 2050 selon différents scénarios d'émission de gaz à effet de serre sont consultables sur un site dédié publié par Météo-France en novembre 2022.

### Voies de communication et transports

#### Voies de communication

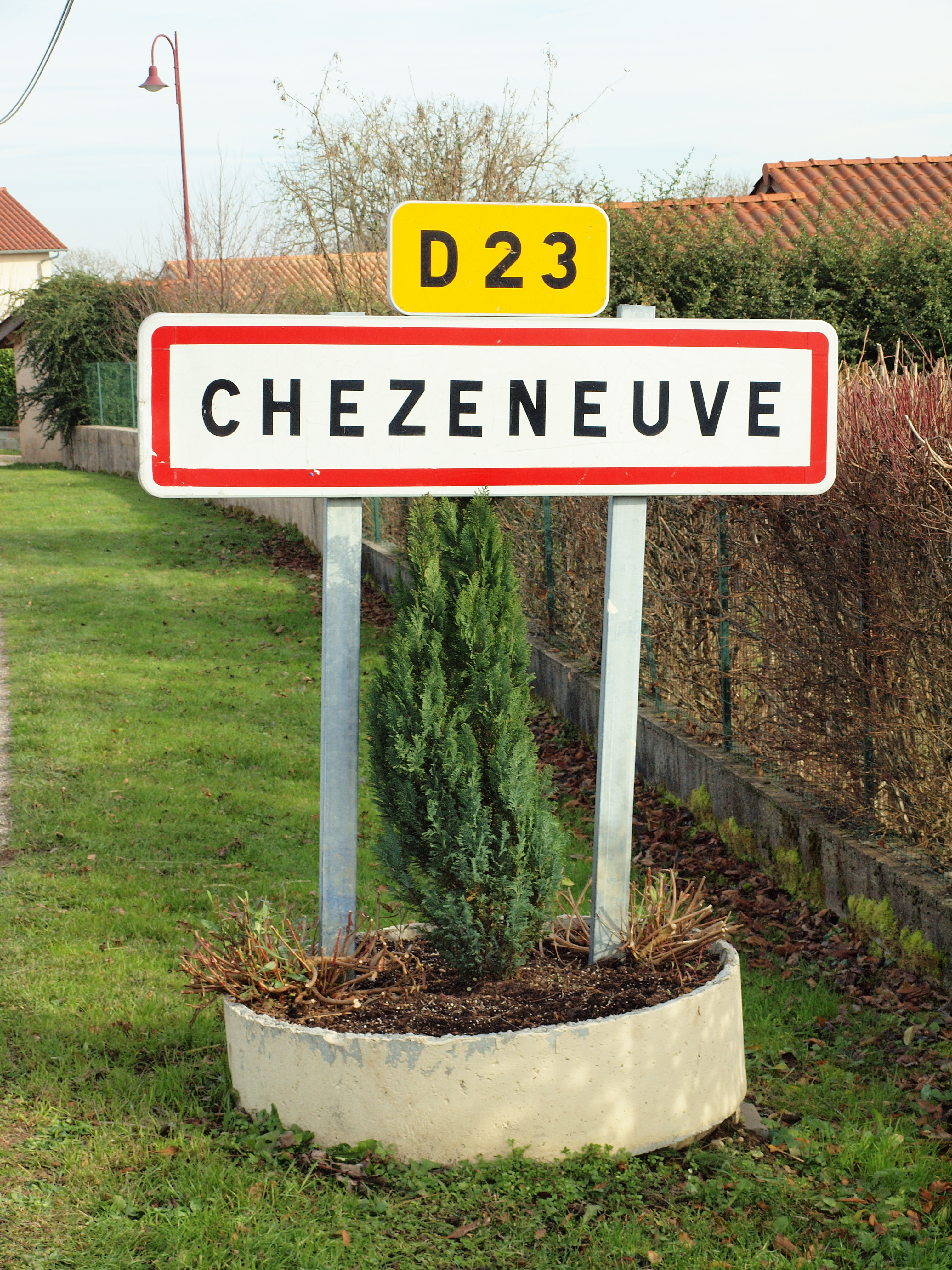
Panneau d'entrée de Chèzeneuve sur la RD23

Le bourg central de la commune et ses principaux hameaux sont situés à l'écart des grandes voies de circulation. Le territoire communal n'est sillonné que par quelques routes d'importance secondaire, dont :
- La RD 23 relie la commune de Maubec à la commune de Crachier, après avoir traversé le bourg avec une jonction à la RD 522 à chaque extrémité.
- la RD 124d qui traverse le bourg et relie le rond-point de Maladière (jonction avec la RD 1006) à la commune de Chèzeneuve.

L'entrée d'autoroute la plus proche (A43 qui permet de relier la commune à Lyon et à Chambéry) est située à moins de dix kilomètres du bourg :
 7 : L'Isle-d'Abeau-centre, Morestel, Bourgoin-Jallieu-Ouest, Crémieu, L'Isle-d'Abeau-Les Sayes

#### Transports
Localement, l'agglomération de Bourgoin-Jallieu et la CAPI, à laquelle appartient la commune, sont desservies par le réseau de bus dénommé « Ruban », réparti en huit lignes urbaines et sept lignes périurbaines, dont une seule dessert le territoire communal :
- Ligne 24 : Crachier ↔ Chèzeneuve ↔ Maubec ↔ Bourgoin-Jallieu.

## Urbanisme

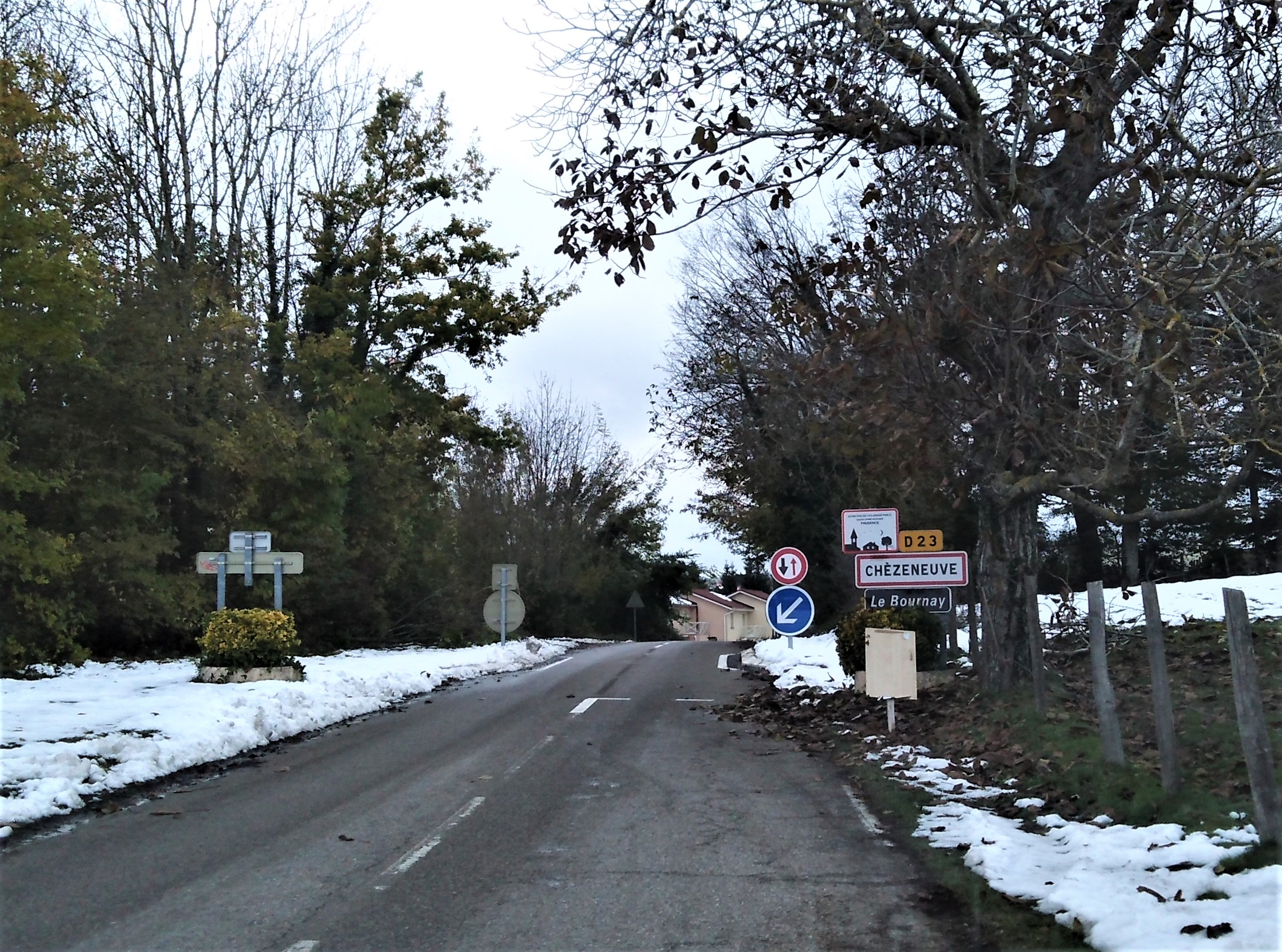
Entrée de Chèzeneuve en novembre 2019

### Typologie
Au 1er janvier 2024, Chèzeneuve est catégorisée commune rurale à habitat dispersé, selon la nouvelle grille communale de densité à sept niveaux définie par l'Insee en 2022.
Elle est située hors unité urbaine. Par ailleurs la commune fait partie de l'aire d'attraction de Lyon, dont elle est une commune de la couronne,. Cette aire, qui regroupe 397 communes, est catégorisée dans les aires de 700 000 habitants ou plus (hors Paris),.

### Occupation des sols
L'occupation des sols de la commune, telle qu'elle ressort de la base de données européenne d’occupation biophysique des sols Corine Land Cover (CLC), est marquée par l'importance des territoires agricoles (63,9 % en 2018), en diminution par rapport à 1990 (65,4 %). La répartition détaillée en 2018 est la suivante : 
terres arables (53,3 %), forêts (26,8 %), zones agricoles hétérogènes (10,6 %), zones urbanisées (5,6 %), zones humides intérieures (3,8 %). L'évolution de l’occupation des sols de la commune et de ses infrastructures peut être observée sur les différentes représentations cartographiques du territoire : la carte de Cassini (XVIIIe siècle), la carte d'état-major (1820-1866) et les cartes ou photos aériennes de l'IGN pour la période actuelle (1950 à aujourd'hui).

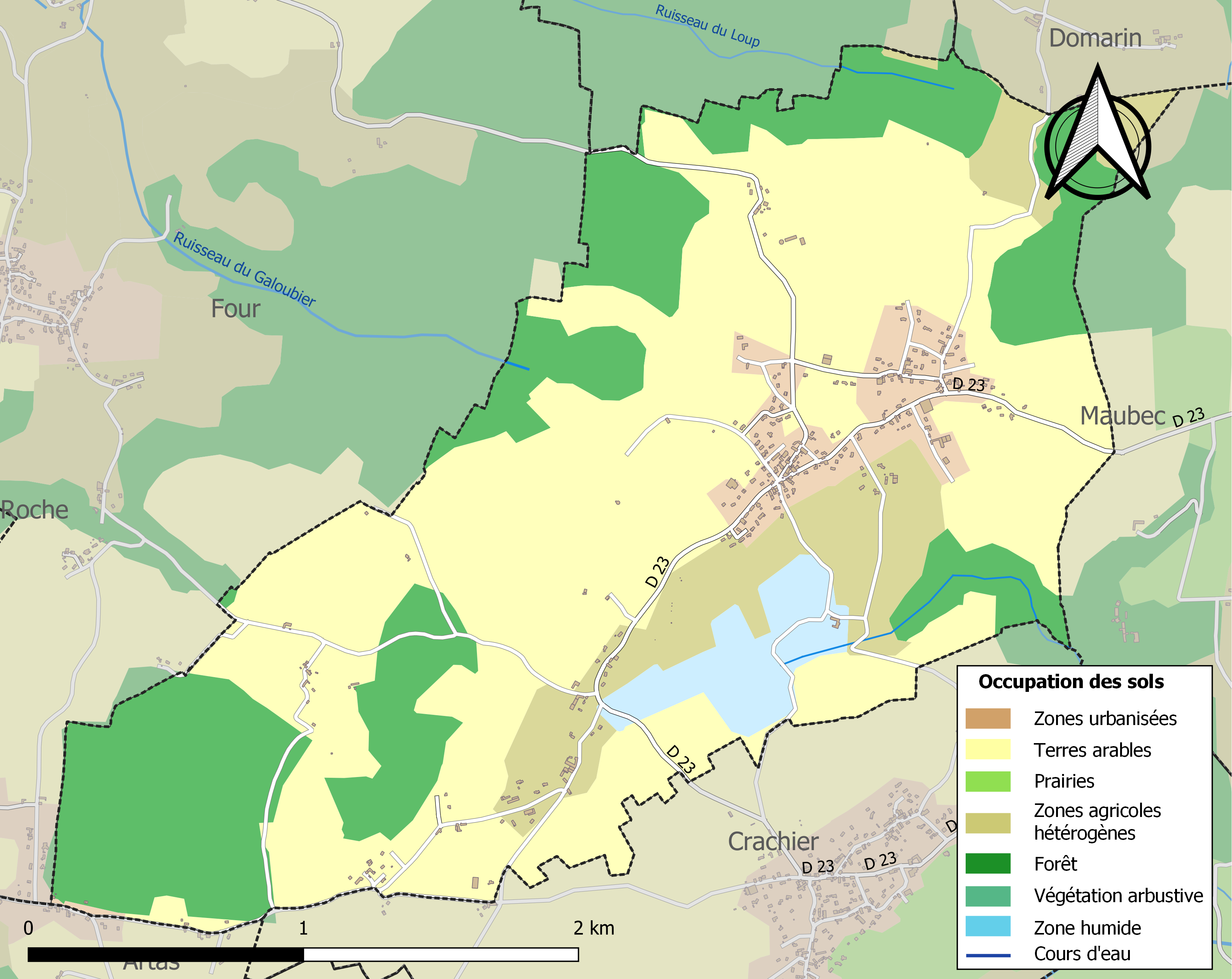
Carte des infrastructures et de l'occupation des sols de la commune en 2018 (CLC).

### Morphologie urbaine
Chèzeneuve  se présente sous la forme d'un modeste bourg entouré de quelques hameaux disséminés. Le tissu urbain est principalement constitués de, maisons rurales, de quelques villas et de nombreux corps de fermes, la plupart ayant été réaménagés en simple habitat résidentiel. Un grand nombre de terrains agricoles, de secteurs boisés et marécageux donnent à son territoire un aspect rural.

### Risques naturels et technologiques

#### Risques sismiques
L'ensemble du territoire de la commune de Chèzeneuve est situé en zone de sismicité n°3 (sur une échelle de 1 à 5), comme la plupart des communes de son secteur géographique.
| Type de zone | Niveau            | Définitions (bâtiment à risque normal) |
| ------------ | ----------------- | -------------------------------------- |
| Zone 3       | Sismicité modérée | accélération = 1,1 m/s2                |

## Toponymie
Le nom de la localité est attesté sous les formes Chezeneuve puis Chèzeneuve depuis 1801.
Du bas-latin, casa, au sens de « maison », formé sur chese, chiese en langue d’oïl, sur casa en langue d’oc.

## Histoire

### Préhistoire et Antiquité
Le secteur actuel de Chèzeneuve se situe à l'ouest du territoire antique des Allobroges, ensemble de tribus gauloises occupant l'ancienne Savoie, ainsi que la partie du Dauphiné, située au nord de la rivière Isère.

## Politique et administration

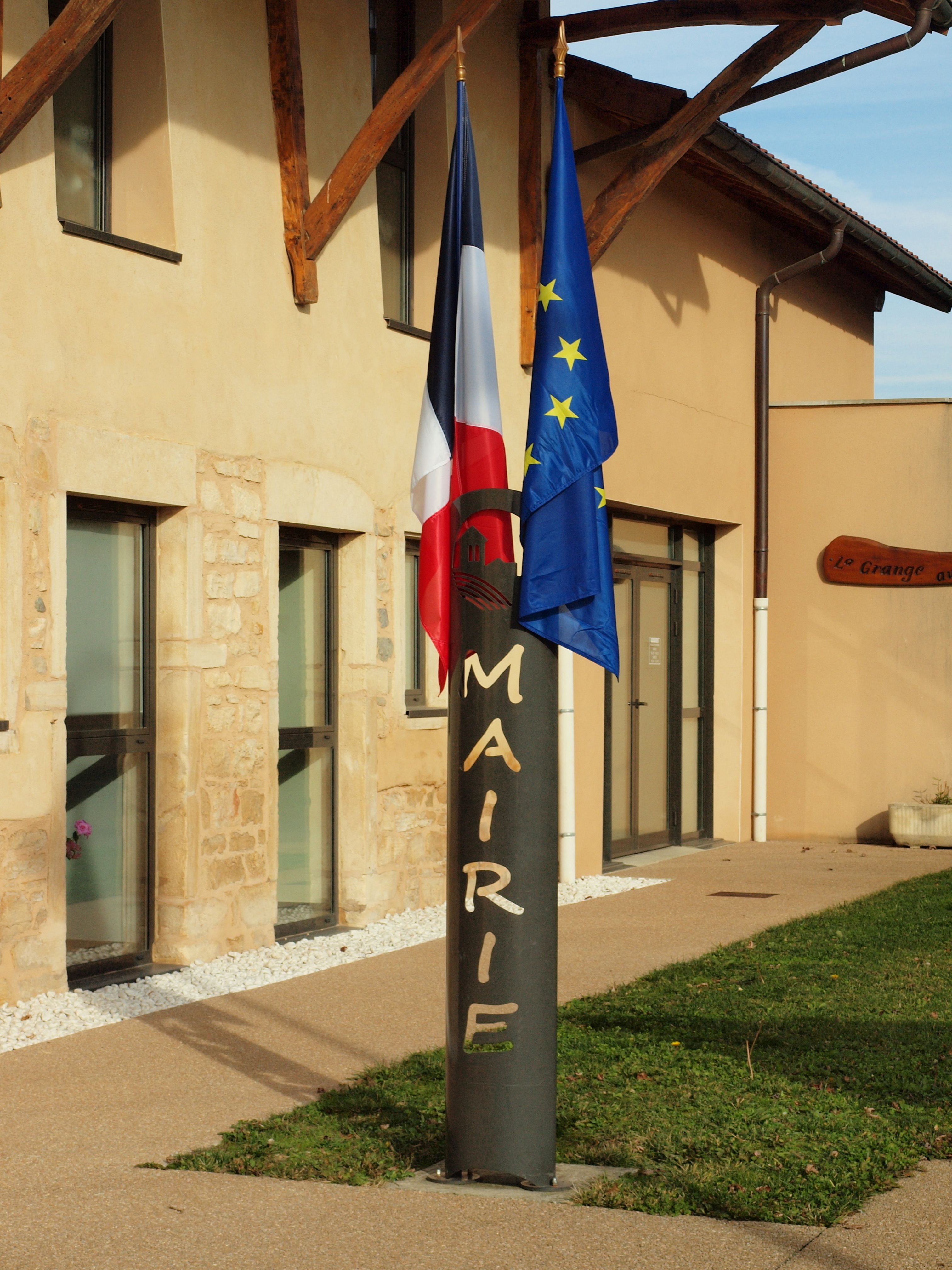
Entrée de la mairie de Chèzeneuve en 2016

### Élections municipales et communautaires

#### Liste des maires
| Période                                  | Période   | Identité         | Étiquette | Qualité  |
| ---------------------------------------- | --------- | ---------------- | --------- | -------- |
| mars 2001                                | mars 2014 | Christian Badin  |           |          |
| mars 2014                                | 2020      | Michel Laude     | SE        | Retraité |
| 2020                                     | En cours  | Emmanuelle Bouin |           |          |
| Les données manquantes sont à compléter. |           |                  |           |          |

## Équipements et services publics

### Enseignement
La commune, située dans l'académie de Grenoble, compte une école maternelle et élémentaire, l'école primaire publique de Chèzeneuve qui présentait un effectif de 43 élèves lors de la rentrée scolaire de 2019.

## Population et société

### Démographie
L'évolution du nombre d'habitants est connue à travers les recensements de la population effectués dans la commune depuis 1800. Pour les communes de moins de 10 000 habitants, une enquête de recensement portant sur toute la population est réalisée tous les cinq ans, les populations de référence des années intermédiaires étant quant à elles estimées par interpolation ou extrapolation. Pour la commune, le premier recensement exhaustif entrant dans le cadre du nouveau dispositif a été réalisé en 2005.

En 2022, la commune comptait 650 habitants, en évolution de +17,33 % par rapport à 2016 (Isère : +3,07 %, France hors Mayotte : +2,11 %).
| 1800 | 1806 | 1821 | 1831 | 1836 | 1841 | 1846 | 1851 | 1856 |
| ---- | ---- | ---- | ---- | ---- | ---- | ---- | ---- | ---- |
| 356  | 390  | 350  | 429  | 445  | 403  | 445  | 438  | 380  |

| 1861 | 1866 | 1872 | 1876 | 1881 | 1886 | 1891 | 1896 | 1901 |
| ---- | ---- | ---- | ---- | ---- | ---- | ---- | ---- | ---- |
| 407  | 371  | 337  | 331  | 313  | 317  | 273  | 271  | 269  |

| 1906 | 1911 | 1921 | 1926 | 1931 | 1936 | 1946 | 1954 | 1962 |
| ---- | ---- | ---- | ---- | ---- | ---- | ---- | ---- | ---- |
| 255  | 265  | 246  | 273  | 280  | 229  | 221  | 255  | 257  |

| 1968 | 1975 | 1982 | 1990 | 1999 | 2005 | 2006 | 2010 | 2015 |
| ---- | ---- | ---- | ---- | ---- | ---- | ---- | ---- | ---- |
| 247  | 234  | 306  | 339  | 373  | 459  | 475  | 499  | 550  |

| 2020 | 2022 | - | - | - | - | - | - | - |
| ---- | ---- | - | - | - | - | - | - | - |
| 641  | 650  | - | - | - | - | - | - | - |

### Médias
Historiquement, le quotidien à grand tirage Le Dauphiné libéré consacre, chaque jour, y compris le dimanche, dans son édition du Nord-Isère, un ou plusieurs articles à l'actualité du canton, de la communauté de communes et quelquefois de la commune, ainsi que des informations sur les éventuelles manifestations locales, les travaux routiers, et autres événements divers à caractère local.

### Cultes
La communauté catholique de Chèzeneuve sont desservies par la paroisse Saint-François d'Assise qui recouvre vingt communes et vingt-trois églises. La paroisse est rattachée au diocèse de Grenoble-Vienne.

## Culture et patrimoine

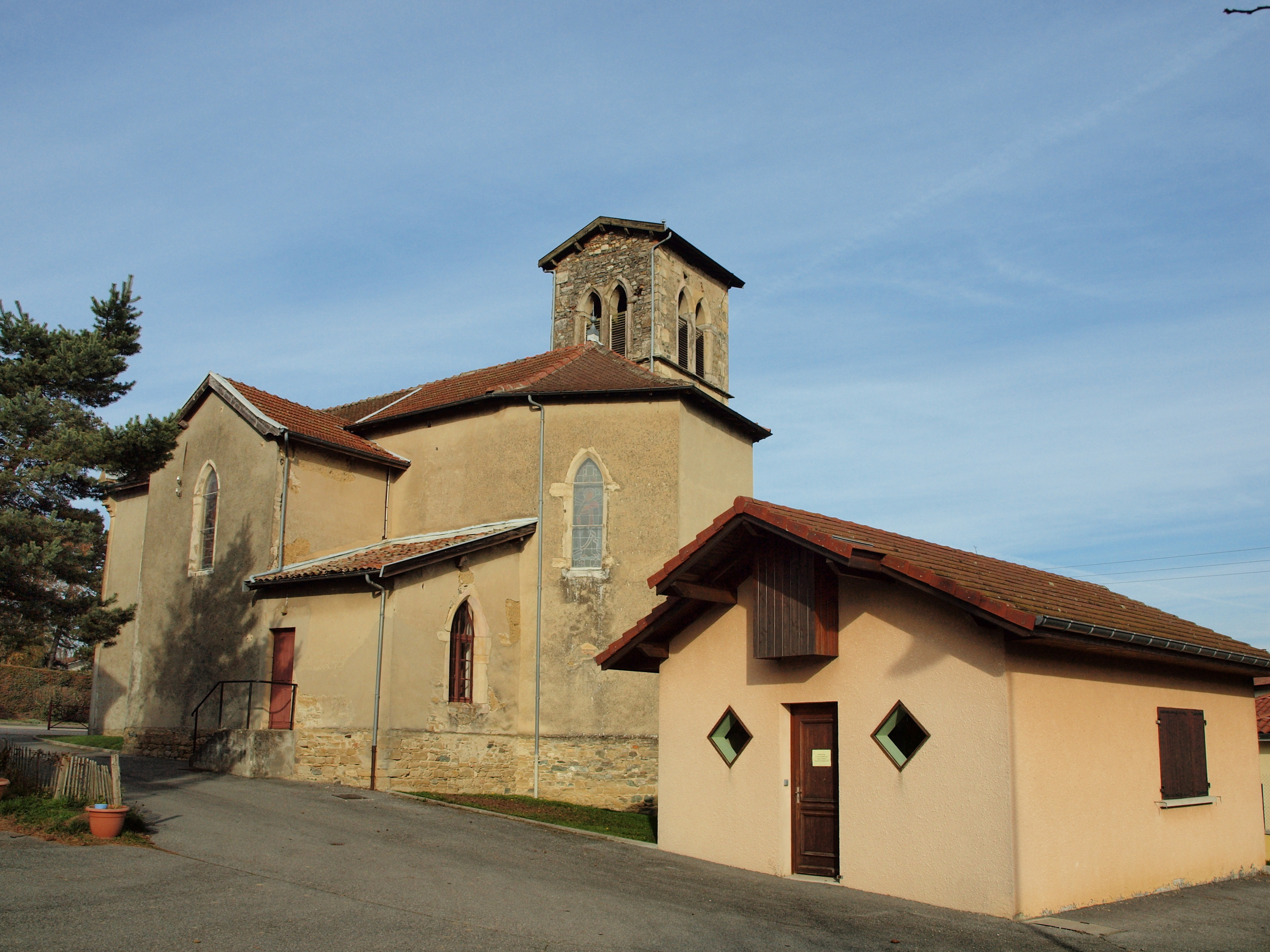
Église de Chèzeneuve

### Lieux et monuments
- Église Saint-Maurice de Chèzeneuve

Il s'agit d'une petite église, construite en 1860 et de style néo-gothique en forme de croix latine qui comprend une courte nef se terminant par un chevet à trois pans, un clocher carré au beffroi ajouré. les matériaux de construction sont partiellement issus de la démolition de l'ancienne église.
- Monument aux morts, le monument se présente sous la forme d'un Pilier commémoratif en forme d'obélisque édifié sur socle[24].

#### Autres lieux
Une table d’orientation, située sur une élévation de la commune, permet, par temps clair, de découvrir de nombreux sommets dont ceux Bugey, des Alpes et le Mont Ventoux.

### Personnalité liée à la commune
Hyacinthe Pellet, dit Pellet-Desbarreaux (1756-1824) : né à Chèzeneuve, comédien et auteur dramatique, célèbre sous la Révolution. Il s'installe à Toulouse, ville dont il est maire entre 1797 et 1798, et où il décède en 1824.

### Héraldique
|  | Chèzeneuve possède des armoiries dont l'origine et le blasonnement exact ne sont pas disponibles. |